# 李思涯
李思涯（1977年2月—），中国诗学研究学者，原中山大学博雅学院讲师、后任香港科技大学人文学部访问学者。专业方向为中国诗学与明清文学思想。

## 个人经历
1996－2000年就读于山东大学文学院，获学士学位。2002年入读中国社会科学院研究生院，2005年获中国文学硕士学位。其后入读香港科技大学人文学部，2009年获人文学博士。毕业后任中山大学博雅学院、通识教育中心讲师（助理教授），至2016年2月遭解聘。据李思涯的硕士导师蒋寅统计，李思涯当时已有至少13篇CSSCI收录的期刊和辑刊论文，还有三篇论文发在港台《淡江中文学报》《逢甲人文社会学报》和《人文中国学报》上，还有专著《胡应麟文学思想研究》和与陈建华教授合著的《红颜祸水》（已被译成韩文）。
2016年1月7日，李思涯因对学校职称评审制度不满，公开掌掴当时博雅学院院长甘阳，引发媒体关注与讨论。外界评价他“学术成果突出”“教学认真”。据一位不愿具名的中大教授称，李思涯“人很老实，估计已经被逼得忍无可忍了，兔子急了也要咬人”。美国罗格斯大学公共事务学院博士候选人李华芳认为，中山大学博雅学院从成立到目前为止总共只有一位教员王承教获得晋升，“单纯从学术产出的角度（发表、课题和学术奖励）来讲，李思涯做得比王承教更好一点。”
也有人批评其行为鲁莽不端。中山大学博雅学院官网声明称：“在场教职工目睹此事，极为震惊，强烈谴责人身暴力攻击之行为，此等行为完全违背了大学教师应有的师德和行为规范，相信并期待学校依照有关规定，严肃处理此事，还大学校园以斯文，保教师人身之安全。”李思涯在自己微信公众号李“斯文在兹”上回应打人事件：“中国的当今，是个缺少侠义精神的时代。2016年1月7日，我出手一掌，让被压抑多年的人情绪为之一震，举杯畅饮。”该事件被普遍解读为中国学术体制冲突的典型案例。
同年2月遭解聘。李思涯称甘阳“平日多以言语与行动欺凌博雅学院的教师”。9月起任香港科技大学人文学部访问学者。

## 社会评价
台北海洋科技大學通識教育中心副教授吳建忠认为，从2016年中山大学博雅学院掌掴事件到2021年复旦大学数学科学学院杀人事件，大膽西進的「台籍教師」应当看到，被殺死的是王永珍、被掌摑的是甘陽，但真正該檢討卻是中國大專院校的官本位現象。

## 出版物
- 《胡应麟文学思想研究》，中国社会科学出版社
- 《红颜祸水》，复旦大学出版社